# آبا گلد
| بررسی انتقادی            | بررسی انتقادی |
| منبع                     | رتبه‌بندی      |
| ------------------------ | ------------- |
| آل‌میوزیک                 | [ ۱ ]         |
| دانشنامه موسیقی عامه‌پسند | [ ۲ ]         |
| فیلادلفیا اینکوایرر      | [ ۳ ]         |
| پیچفورک                  | ۸٫۳/۱۰        |
| سلکت                     | [ ۵ ]         |

آبا گُـلد (انگلیسی: ABBA Gold) یک آلبوم گردآوری‌شده از ابرگروه سوئدی موسیقی پاپ آبا است که نخستین بار در ۲۱ سپتامبر ۱۹۹۲  منتشر شد. این آلبوم با فروش ۳۰ میلیون نسخه، پرفروش‌ترین آلبوم آبا و یکی از پرفروش‌ترین آلبوم‌های دنیا است.

## فهرست ترانه‌ها
تمامی ترانه‌ها توسط بنی آندِشون و بیورن اولویوس نوشته‌شده، مگر آنهایی که نام دیگری برایشان ذکر شده‌است.
| آبا گلد – نسخهٔ استاندارد / بازنشر ۲۰۰۸ در استرالیا | آبا گلد – نسخهٔ استاندارد / بازنشر ۲۰۰۸ در استرالیا | آبا گلد – نسخهٔ استاندارد / بازنشر ۲۰۰۸ در استرالیا | آبا گلد – نسخهٔ استاندارد / بازنشر ۲۰۰۸ در استرالیا |
| شماره                                              | نام                                                | نویسنده(ها)                                        | مدت                                                |
| -------------------------------------------------- | -------------------------------------------------- | -------------------------------------------------- | -------------------------------------------------- |
| ۱.                                                 | «ملکه رقصان»                                       | بنی آندِشون استیگ آندِشون بیورن اولویوس              | ۳:۵۲                                               |
| ۲.                                                 | «شناختن خودم، شناختن تو»                           | استیگ آندِشون بنی آندِشون بیورن اولویوس              | ۴:۰۲                                               |
| ۳.                                                 | «شانست را با من امتحان کن»                         | بنی آندِشون بیورن اولویوس                           | ۴:۰۴                                               |
| ۴.                                                 | «ماما میا»                                         | استیگ آندِشون بنی آندِشون بیورن اولویوس              | ۳:۳۳                                               |
| ۵.                                                 | «تمام عشقت را تقدیم من کن»                         | بنی آندِشون بیورن اولویوس                           | ۴:۳۴                                               |
| ۶.                                                 | «سوپر تروپر»                                       | بنی آندِشون بیورن اولویوس                           | ۴:۱۴                                               |
| ۷.                                                 | «رؤیایی دارم»                                      | بنی آندِشون بیورن اولویوس                           | ۴:۴۴                                               |
| ۸.                                                 | «همه‌چیز به برنده تعلق دارد»                        | بنی آندِشون بیورن اولویوس                           | ۴:۵۵                                               |
| ۹.                                                 | «پول، پول، پول»                                    | بنی آندِشون بیورن اولویوس                           | ۳:۰۸                                               |
| ۱۰.                                                | «اس‌اواس»                                           | استیگ آندِشون بنی آندِشون بیورن اولویوس              | ۳:۲۱                                               |
| ۱۱.                                                | «چیکیتیتا»                                         | بنی آندِشون بیورن اولویوس                           | ۵:۲۶                                               |
| ۱۲.                                                | «فرناندو»                                          | استیگ آندِشون بنی آندِشون بیورن اولویوس              | ۴:۱۳                                               |
| ۱۳.                                                | «آیا می‌خواهی»                                      | بنی آندِشون بیورن اولویوس                           | ۴:۲۲                                               |
| ۱۴.                                                | «بده! بده! بده! (مردی را پس از نیمه‌شب)»            | بنی آندِشون بیورن اولویوس                           | ۴:۴۸                                               |
| ۱۵.                                                | «مادرت می‌داند؟»                                    | بنی آندِشون بیورن اولویوس                           | ۳:۱۵                                               |
| ۱۶.                                                | «یکی از ما»                                        | بنی آندِشون بیورن اولویوس                           | ۳:۵۸                                               |
| ۱۷.                                                | «هدف اساسی»                                        | استیگ آندِشون بنی آندِشون بیورن اولویوس              | ۴:۰۰                                               |
| ۱۸.                                                | «به‌خاطر موسیقی سپاسگزارم»                          | بنی آندِشون بیورن اولویوس                           | ۳:۵۱                                               |
| ۱۹.                                                | «واترلو»                                           | استیگ آندِشون بنی آندِشون بیورن اولویوس              | ۲:۴۲                                               |
| مجموع مدت:                                         | مجموع مدت:                                         | مجموع مدت:                                         | ۷۷:۱۰                                              |

| آبا گلد – نسخهٔ اصلی استرالیایی | آبا گلد – نسخهٔ اصلی استرالیایی          | آبا گلد – نسخهٔ اصلی استرالیایی                          | آبا گلد – نسخهٔ اصلی استرالیایی |
| شماره                          | نام                                     | نویسنده(ها)                                             | مدت                            |
| ------------------------------ | --------------------------------------- | ------------------------------------------------------- | ------------------------------ |
| ۶.                             | «رینگ رینگ»                             | استیگ آندِشون بنی آندِشون بیورن اولویوس نیل سداکا فیل کُدی | ۳:۰۲                           |
| ۷.                             | «دارم، دارم، دارم، دارم، دارم»          | استیگ آندِشون بنی آندِشون بیورن اولویوس                   | ۳:۱۵                           |
| ۸.                             | «همه‌چیز به برنده تعلق دارد»             | بنی آندِشون بیورن اولویوس                                | ۴:۵۴                           |
| ۹.                             | «پول، پول، پول»                         | بنی آندِشون بیورن اولویوس                                | ۳:۰۵                           |
| ۱۰.                            | «اس‌اواس»                                | استیگ آندِشون بنی آندِشون بیورن اولویوس                   | ۳:۱۹                           |
| ۱۱.                            | «چیکیتیتا»                              | بنی آندِشون بیورن اولویوس                                | ۵:۲۶                           |
| ۱۲.                            | «فرناندو»                               | استیگ آندِشون بنی آندِشون بیورن اولویوس                   | ۴:۱۰                           |
| ۱۳.                            | «آیا می‌خواهی»                           | بنی آندِشون بیورن اولویوس                                | ۴:۲۱                           |
| ۱۴.                            | «بده! بده! بده! (مردی را پس از نیمه‌شب)» | بنی آندِشون بیورن اولویوس                                | ۴:۴۶                           |
| ۱۵.                            | «مادرت می‌داند؟»                         | بنی آندِشون بیورن اولویوس                                | ۳:۱۴                           |
| ۱۶.                            | «یکی از ما»                             | بنی آندِشون بیورن اولویوس                                | ۳:۵۳                           |
| ۱۷.                            | «هدف اساسی»                             | استیگ آندِشون بنی آندِشون بیورن اولویوس                   | ۳:۵۶                           |
| ۱۸.                            | «سرخوشم کن»                             | بنی آندِشون بیورن اولویوس                                | ۳:۰۲                           |
| ۱۹.                            | «واترلو»                                | استیگ آندِشون بنی آندِشون بیورن اولویوس                   | ۲:۴۲                           |

| آبا گلد – دیسک اضافی نسخهٔ ۲۰۰۲ اروپا (به‌جز بریتانیا) | آبا گلد – دیسک اضافی نسخهٔ ۲۰۰۲ اروپا (به‌جز بریتانیا) | آبا گلد – دیسک اضافی نسخهٔ ۲۰۰۲ اروپا (به‌جز بریتانیا) | آبا گلد – دیسک اضافی نسخهٔ ۲۰۰۲ اروپا (به‌جز بریتانیا) |
| شماره                                                | نام                                                  | نویسنده(ها)                                          | مدت                                                  |
| ---------------------------------------------------- | ---------------------------------------------------- | ---------------------------------------------------- | ---------------------------------------------------- |
| ۱.                                                   | «شهر شب تابستانی»                                    | بنی آندِشون بیورن اولویوس                             | ۳:۳۴                                                 |
| ۲.                                                   | «چشمان بی‌گناه زیبا»                                  | بنی آندِشون بیورن اولویوس                             | ۴:۲۰                                                 |
| ۳.                                                   | «روز پیش از آشنایی با تو»                            | بنی آندِشون بیورن اولویوس                             | ۵:۵۱                                                 |
| ۴.                                                   | «عقاب»                                               | بنی آندِشون بیورن اولویوس                             | ۴:۲۶                                                 |
| ۵.                                                   | «دارم، دارم، دارم، دارم، دارم»                       | استیگ آندِشون بنی آندِشون بیورن اولویوس                | ۳:۱۶                                                 |
| ۶.                                                   | «خداحافظ»                                            | بنی آندِشون بیورن اولویوس                             | ۳:۰۶                                                 |
| ۷.                                                   | «هانی، هانی»                                         | استیگ آندِشون بنی آندِشون بیورن اولویوس                | ۲:۵۵                                                 |
| ۸.                                                   | «دیدارکنندگان»                                       | بنی آندِشون بیورن اولویوس                             | ۵:۴۶                                                 |
| ۹.                                                   | «رینگ رینگ»                                          | استیگ آندِشون بنی آندِشون بیورن اولویوس                | ۳:۰۳                                                 |
| ۱۰.                                                  | «وقتی معلم را بوسیدم»                                | بنی آندِشون بیورن اولویوس                             | ۳:۰۱                                                 |
| ۱۱.                                                  | «مرام دوستان قدیمی»                                  | بنی آندِشون بیورن اولویوس                             | ۲:۵۳                                                 |

### ترانه‌های اضافی نسخهٔ چهلمین سالگرد ۲۰۱۴
| دیسک ۲: باز هم آبا گلد: ترانه‌های پرطرفدار بیشتر از آبا | دیسک ۲: باز هم آبا گلد: ترانه‌های پرطرفدار بیشتر از آبا | دیسک ۲: باز هم آبا گلد: ترانه‌های پرطرفدار بیشتر از آبا  | دیسک ۲: باز هم آبا گلد: ترانه‌های پرطرفدار بیشتر از آبا |
| شماره                                                  | نام                                                    | نویسنده(ها)                                             | مدت                                                    |
| ------------------------------------------------------ | ------------------------------------------------------ | ------------------------------------------------------- | ------------------------------------------------------ |
| ۱.                                                     | «شهر شب تابستانی»                                      |                                                         | ۳:۳۴                                                   |
| ۲.                                                     | «چشمان بی‌گناه زیبا»                                    |                                                         | ۴:۲۰                                                   |
| ۳.                                                     | «روز پیش از آشنایی با توe»                             |                                                         | ۵:۵۱                                                   |
| ۴.                                                     | «عقاب»                                                 |                                                         | ۴:۲۶                                                   |
| ۵.                                                     | «دارم، دارم، دارم، دارم، دارم»                         | استیگ آندِشون بنی آندِشون بیورن اولویوس                   | ۳:۱۶                                                   |
| ۶.                                                     | «خداحافظ»                                              |                                                         | ۳:۰۶                                                   |
| ۷.                                                     | «هانی، هانی»                                           | استیگ آندِشون بنی آندِشون بیورن اولویوس                   | ۲:۵۵                                                   |
| ۸.                                                     | «دیدارکنندگان»                                         |                                                         | ۵:۴۶                                                   |
| ۹.                                                     | «آخرین تابستانمان»                                     |                                                         | ۴:۱۹                                                   |
| ۱۰.                                                    | «حالا حالاها»                                          |                                                         | ۳:۳۸                                                   |
| ۱۱.                                                    | «رینگ رینگ»                                            | استیگ آندِشون بنی آندِشون بیورن اولویوس نیل سداکا فیل کُدی | ۳:۰۳                                                   |
| ۱۲.                                                    | «مانده‌ام که آیا (کوچ)»                                 | استیگ آندِشون بنی آندِشون بیورن اولویوس                   | ۴:۳۷                                                   |
| ۱۳.                                                    | «نور عشق»                                              |                                                         | ۳:۴۶                                                   |
| ۱۴.                                                    | «پرتوان و باشتاب»                                      |                                                         | ۳:۴۵                                                   |
| ۱۵.                                                    | «وقتی معلم را بوسیدم»                                  |                                                         | ۳:۰۱                                                   |
| ۱۶.                                                    | «من آن شهرم»                                           |                                                         | ۴:۰۱                                                   |
| ۱۷.                                                    | «کاساندرا»                                             |                                                         | ۴:۵۰                                                   |
| ۱۸.                                                    | «تحت حمله»                                             |                                                         | ۳:۴۸                                                   |
| ۱۹.                                                    | «وقتی همه تلاشمان را کردیم»                            |                                                         | ۳:۱۸                                                   |
| ۲۰.                                                    | «مرام دوستان قدیمی»                                    |                                                         | ۲:۵۳                                                   |
| مجموع مدت:                                             | مجموع مدت:                                             | مجموع مدت:                                              | ۷۸:۱۴                                                  |

| دیسک ۳: ترانه‌های پشت صفحه | دیسک ۳: ترانه‌های پشت صفحه                                                       | دیسک ۳: ترانه‌های پشت صفحه             | دیسک ۳: ترانه‌های پشت صفحه |
| شماره                     | نام                                                                             | نویسنده(ها)                           | مدت                       |
| ------------------------- | ------------------------------------------------------------------------------- | ------------------------------------- | ------------------------- |
| ۱.                        | «این همان دختر مورد علاقه من است»                                               | بنی آندِشون بیورن اولویوس              | ۲:۳۹                      |
| ۲.                        | «من دختری بیش نیستم»                                                            | استیگ آندِشون بنی آندِشون بیورن اولویوس | ۳:۰۱                      |
| ۳.                        | «ترانهٔ عاشقانه‌ام را برایت خواهم خواند»                                          | بنی آندِشون بیورن اولویوس              | ۳:۳۵                      |
| ۴.                        | «ترانه کینگ کونگ»                                                               | بنی آندِشون بیورن اولویوس              | ۳:۱۴                      |
| ۵.                        | «چشم‌به‌راهت بوده‌ام»                                                              | استیگ آندِشون بنی آندِشون بیورن اولویوس | ۳:۳۹                      |
| ۶.                        | «سرخوشم کن»                                                                     | بنی آندِشون بیورن اولویوس              | ۳:۰۳                      |
| ۷.                        | «مرد میانی»                                                                     | بنی آندِشون بیورن اولویوس              | ۳:۰۴                      |
| ۸.                        | «اینترمتزو شماره ۱»                                                             | بنی آندِشون بیورن اولویوس              | ۳:۴۸                      |
| ۹.                        | «من آنم»                                                                        | استیگ آندِشون بنی آندِشون بیورن اولویوس | ۳:۱۵                      |
| ۱۰.                       | «دنیای دیوانه»                                                                  | بنی آندِشون بیورن اولویوس              | ۳:۴۸                      |
| ۱۱.                       | «هاواییِ شادمان»                                                                 | استیگ آندِشون بنی آندِشون بیورن اولویوس | ۴:۲۵                      |
| ۱۲.                       | «من یک خیمه‌شب‌باز هستم»                                                          | بنی آندِشون بیورن اولویوس              | ۳:۵۴                      |
| ۱۳.                       | «موسیقی مختلط: یک گلوله پنبه بچین/بر فراز کوه اولد اسموکی/قطار میدنایت اسپشیال» | سنتی                                  | ۴:۲۲                      |
| ۱۴.                       | «بوسه‌های آتشین»                                                                 | بنی آندِشون بیورن اولویوس              | ۳:۱۶                      |
| ۱۵.                       | «پادشاه تاجش را از دست داده‌است»                                                 | بنی آندِشون بیورن اولویوس              | ۳:۳۰                      |
| ۱۶.                       | «اِلِـین»                                                                         | بنی آندِشون بیورن اولویوس              | ۳:۴۴                      |
| ۱۷.                       | «نی‌نواز»                                                                        | بنی آندِشون بیورن اولویوس              | ۳:۲۵                      |
| ۱۸.                       | «آندانته، آندانته»                                                              | بنی آندِشون بیورن اولویوس              | ۴:۳۸                      |
| ۱۹.                       | «بخندم یا گریه کنم»                                                             | بنی آندِشون بیورن اولویوس              | ۴:۲۶                      |
| ۲۰.                       | «سربازان»                                                                       | بنی آندِشون بیورن اولویوس              | ۴:۳۸                      |

## جداول موسیقی

### جداول هفتگی
| جدول (۲۰۲۱–۱۹۹۲)                                  | بالاترین رتبه |
| ------------------------------------------------- | ------------- |
| آلبوم‌های استرالیایی (ای‌آرآی‌ای)                    | ۱             |
| آلبوم‌های اتریشی (آلبوم‌های او۳)                    | ۱             |
| آلبوم‌های بلژیکی (اولتراتاپ فلاندرز)               | ۵             |
| آلبوم‌های بلژیکی (اولتراتاپ والونیا)               | ۱۶            |
| آلبوم‌ها/سی‌دی‌های برتر کانادا (آرپی‌ام)              | ۴             |
| آلبوم‌های کانادایی (بیلبورد)                       | ۱۵            |
| آلبوم‌های بین‌المملی کرواسی (HDU)                   | ۷             |
| آلبوم‌های چک (سی‌ان‌اس آی‌اف‌پی‌آی)                     | ۳۰            |
| آلبوم‌های دانمارکی (هیت‌لیستن)                      | ۵             |
| آلبوم‌های هلندی (جدول‌های هلند)                     | ۳             |
| آلبوم‌های اروپا (میوزیک اند میدیا)                 | ۱             |
| آلبوم‌های فنلاندی (جدول رسمی فنلاند)               | ۱             |
| آلبوم‌های فرانسه (سندیکای ملی انتشارات صوتی‌تصویری) | ۵             |
| آلبوم‌های آلمانی (۱۰۰ آلبوم برتر رسمی)             | ۱             |
| آلبوم‌های یونان (بیلبورد)                          | ۱۰            |
| آلبوم‌های مجارستانی (ماهاز)                        | ۱۰            |
| آلبوم‌های ایرلندی (ایرما)                          | ۱             |
| آلبوم‌های ایتالیا (موزیکا ئی دیسکی)                | ۲             |
| آلبوم‌های ژاپن (اوریکون)                           | ۱۳            |
| آلبوم‌های ژاپن (اوریکون) نسخهٔ دهمین سالگرد         | ۱۲            |
| آلبوم‌های مکزیک (۱۰۰ آلبوم برتز مکزیک)             | ۶۹            |
| آلبوم‌های نیوزیلندی (آرام‌ان‌زد)                     | ۳             |
| آلبوم‌های نروژی (وی‌جی-لیستا)                       | ۱             |
| آلبوم‌های لهستانی (زدپی‌ای‌وی)                       | ۴             |
| آلبوم‌های پرتغال (انجمن صنفی گرامافون پرتغال)      | ۱             |
| آلبوم‌های اسکاتلندی (شرکت جدول‌های رسمی)            | ۱             |
| آلبوم‌های اسپانیا (AFYVE)                          | ۱             |
| آلبوم‌های سوئدی (برترین‌های سوئد)                   | ۱             |
| آلبوم‌های سوئیسی (جدول موسیقی سوئیس)               | ۱             |
| آلبوم‌های سوئیس (جدول موسیقی سوئیس روماندی)        | ۴             |
| آلبوم‌های بریتانیا (شرکت جدول‌های رسمی)             | ۱             |
| آلبوم‌های بین‌المللی اروگوئه (CUD)                  | ۵             |
| بیلبورد ۲۰۰ ایالات متحده                          | ۲۵            |
| آلبوم‌های کاتالوگ برتر ایالات متحده (بیلبورد)      | ۱             |
| آلبوم‌های واینل (بیلبورد) ایالات متحده             | ۱۰            |

### جداول پایان سال
| جدول (۱۹۹۲)                          | رتبه |
| ------------------------------------ | ---- |
| آلبوم‌های استرالیا (آریا)             | ۱۲   |
| آلبوم‌های هلند (مگاچارت)              | ۲۰   |
| آلبوم‌های اروپا (میوزیک اند میدیا)    | ۲۶   |
| آلبوم‌های آلمان (۱۰۰ آلبوم برتر رسمی) | ۳۲   |
| آلبوم‌های نیوزیلند (RMNZ)             | ۴۹   |
| آلبوم‌های سوئیس (جدول موسیقی سوئیس)   | ۳۹   |
| آلبوم‌های بریتانیا (اوسی‌سی)           | ۱۲   |

| جدول (۱۹۹۳)                          | رتبه |
| ------------------------------------ | ---- |
| آلبوم‌های استرالیا (آریا)             | ۹۵   |
| آلبوم‌های اتریش (او۳ تاپ ۴۰ اتریش)    | ۶    |
| آلبوم‌ها/سی‌دی‌های برتر کانادا (آرپی‌ام) | ۳۵   |
| آلبوم‌های هلندی (مگاچارت)             | ۴    |
| آلبوم‌های اروپا (موزیک اند و میدیا)   | ۱۳   |
| آلبوم‌های آلمان (۱۰۰ آلبوم برتر رسمی) | ۹    |
| آلبوم‌های سوئیس (جدول موسیقی سوئیس)   | ۵    |
| آلبوم‌های بریتانیا (اوسی‌سی)           | ۳۶   |

| جدول (۱۹۹۴)                | رتبه |
| -------------------------- | ---- |
| \|آلبوم‌های استرالیا (آریا) | ۹    |

| جدول (۱۹۹۵)              | رتبه |
| ------------------------ | ---- |
| آلبوم‌های استرالیا (آریا) | ۴۵   |
| آلبوم‌های نیوزیلند (RMNZ) | ۱۵   |

| جدول (۱۹۹۶)                | رتبه |
| -------------------------- | ---- |
| آلبوم‌های بریتانیا (اوسی‌سی) | ۸۹   |

| جدول (۱۹۹۷)                | رتبه |
| -------------------------- | ---- |
| آلبوم‌های بریتانیا (اوسی‌سی) | ۱۰۰  |

| جدول (۱۹۹۸)                | رتبه |
| -------------------------- | ---- |
| آلبوم‌های بریتانیا (اوسی‌سی) | ۵۵   |

| جدول (۱۹۹۹)                                        | رتبه |
| -------------------------------------------------- | ---- |
| آلبوم‌های استرالیا (آریا) نسخهٔ بیست و پنجمین سالگرد | ۸    |
| آلبوم‌های بلژیک (اولتراتاپ فلاندرز)                 | ۳۳   |
| آلبوم‌های بلژیک (اولتراتاپ والونیا)                 | ۳۸   |
| آلبوم‌های اروپا (موزیک اند و میدیا)                 | ۱۰   |
| آلبوم‌های بریتانیا (اوسی‌سی)                         | ۴    |

| جدول (۲۰۰۰)                      | رتبه |
| -------------------------------- | ---- |
| آلبوم‌های کانادا (نیلسن ساوندسکن) | ۴۸   |
| آلبوم‌های بین‌المللی (میاک)        | ۵    |
| آلبوم‌های بریتانیا (اوسی‌سی)       | ۴۱   |

| جدول (۲۰۰۱)                      | رتبه |
| -------------------------------- | ---- |
| آلبوم‌های کانادا (نیلسن ساوندسکن) | ۷۹   |
| آلبوم‌های بریتانیا (اوسی‌سی)       | ۱۴۸  |

| جدول (۲۰۰۲)                      | رتبه |
| -------------------------------- | ---- |
| آلبوم‌های کانادا (نیلسن ساوندسکن) | ۱۲۴  |

| جدول (۲۰۰۳)                | رتبه |
| -------------------------- | ---- |
| آلبوم‌های بریتانیا (اوسی‌سی) | ۱۹۳  |

| جدول (۲۰۰۴)                | رتبه |
| -------------------------- | ---- |
| آلبوم‌های بریتانیا (اوسی‌سی) | ۴۷   |

| جدول (۲۰۰۵)                | رتبه |
| -------------------------- | ---- |
| آلبوم‌های بریتانیا (اوسی‌سی) | ۱۱۸  |

| جدول (۲۰۰۶)                | رتبه |
| -------------------------- | ---- |
| آلبوم‌های بریتانیا (اوسی‌سی) | ۱۹۴  |

| جدول (۲۰۰۷)                | رتبه |
| -------------------------- | ---- |
| آلبوم‌های بریتانیا (اوسی‌سی) | ۱۶۶  |

| جدول (۲۰۰۸)                                          | رتبه |
| ---------------------------------------------------- | ---- |
| آلبوم‌های استرالیا (آریا)                             | ۳۹   |
| آلبوم‌های اتریش (او۳ تاپ ۴۰ اتریش)                    | ۶۲   |
| آلبوم‌های هلند (مگاچارت)                              | ۹۴   |
| آلبوم‌های اروپا (بیلبورد)                             | ۴۲   |
| آلبوم‌های مجارستان (ماهاش)                            | ۶۶   |
| آلبوم‌های نیوزیلند (RMNZ)                             | ۴۶   |
| آلبوم‌های سوئد (فهرست برترین‌های سوئد)                 | ۹۳   |
| آلبوم‌های سوئیس (جدول موسیقی سوئیس)                   | ۶۶   |
| آلبوم‌های بریتانیا (اوسی‌سی)                           | ۱۹   |
| آلبوم‌های فهرست‌شدهٔ برتر ایالات متحده آمریکا (بیلبورد) | ۲۳   |

| جدول (۲۰۰۹)                                          | رتبه |
| ---------------------------------------------------- | ---- |
| آلبوم‌های اروپا (بیلبورد)                             | ۸۰   |
| آلبوم‌های سوئیس (جدول موسیقی سوئیس)                   | ۷۱   |
| آلبوم‌های بریتانیا (اوسی‌سی)                           | ۵۴   |
| آلبوم‌های فهرست‌شدهٔ برتر ایالات متحده آمریکا (بیلبورد) | ۸    |

| جدول (۲۰۱۰)                                          | رتبه |
| ---------------------------------------------------- | ---- |
| آلبوم‌های بریتانیا (اوسی‌سی)                           | ۹۰   |
| آلبوم‌های فهرست‌شدهٔ برتر ایالات متحده آمریکا (بیلبورد) | ۲۰   |

| جدول (۲۰۱۱)                | رتبه |
| -------------------------- | ---- |
| آلبوم‌های بریتانیا (اوسی‌سی) | ۱۳۰  |

| جدول (۲۰۱۲)                       | رتبه |
| --------------------------------- | ---- |
| آلبوم‌های اتریش (او۳ تاپ ۴۰ اتریش) | ۴۷   |
| آلبوم‌های بریتانیا (اوسی‌سی)        | ۱۴۰  |

| جدول (۲۰۱۳)                          | رتبه |
| ------------------------------------ | ---- |
| آلبوم‌های اتریش (او۳ تاپ ۴۰ اتریش)    | ۶۴   |
| آلبوم‌های سوئد (فهرست برترین‌های سوئد) | ۳۴   |
| آلبوم‌های بریتانیا (اوسی‌سی)           | ۱۱۹  |

| جدول (۲۰۱۴)                          | رتبه |
| ------------------------------------ | ---- |
| آلبوم‌های استرالیا (آریا)             | ۸۸   |
| آلبوم‌های اتریش (او۳ تاپ ۴۰ اتریش)    | ۱۱   |
| آلبوم‌های دانمارک (هیت‌لیستن)          | ۱۷   |
| آلبوم‌های آلمان (۱۰۰ آلبوم برتر رسمی) | ۴۷   |
| آلبوم‌های نیوزیلند (RMNZ)             | ۴۶   |
| آلبوم‌های سوئد (فهرست برترین‌های سوئد) | ۴۸   |
| آلبوم‌های سوئیس (جدول موسیقی سوئیس)   | ۲۴   |

| جدول (۲۰۱۵)                          | رتبه |
| ------------------------------------ | ---- |
| آلبوم‌های اتریش (او۳ تاپ ۴۰ اتریش)    | ۳۹   |
| آلبوم‌های دانمارک (هیت‌لیستن)          | ۹۶   |
| آلبوم‌های سوئد (فهرست برترین‌های سوئد) | ۵۶   |
| آلبوم‌های سوئیس (جدول موسیقی سوئیس)   | ۶۷   |
| آلبوم‌های بریتانیا (اوسی‌سی)           | ۷۹   |

| جدول (۲۰۱۶)                          | رتبه |
| ------------------------------------ | ---- |
| آلبوم‌های اتریش (او۳ تاپ ۴۰ اتریش)    | ۵۵   |
| آلبوم‌های ایسلند (پلوتوتیوئیندی)      | ۷۳   |
| آلبوم‌های سوئیس (جدول موسیقی سوئیس)   | ۸۲   |
| آلبوم‌های سوئد (فهرست برترین‌های سوئد) | ۶۴   |
| آلبوم‌های بریتانیا (اوسی‌سی)           | ۷۲   |

| جدول (۲۰۱۷)                       | رتبه |
| --------------------------------- | ---- |
| آلبوم‌های اتریش (او۳ تاپ ۴۰ اتریش) | ۴۷   |
| آلبوم‌های بریتانیا (اوسی‌سی)        | ۷۷   |

| جدول (۲۰۱۸)                        | رتبه |
| ---------------------------------- | ---- |
| آلبوم‌های استرالیا (آریا)           | ۶۰   |
| آلبوم‌های اتریش (او۳ تاپ ۴۰ اتریش)  | ۱۵   |
| آلبوم‌های ایرلند (ایرما)            | ۱۲   |
| آلبوم‌های سوئیس (جدول موسیقی سوئیس) | ۴۰   |
| آلبوم‌های بریتانیا (اوسی‌سی)         | ۲۰   |

| آلبوم (۲۰۱۹)                       | رتبه |
| ---------------------------------- | ---- |
| آلبوم‌های اتریش (او۳ تاپ ۴۰ اتریش)  | ۵۰   |
| آلبوم‌های بلژیک (اولتراتاپ فلاندرز) | ۶۳   |
| آلبوم‌های بلژیک (اولتراتاپ والونیا) | ۱۷۵  |
| آلبوم‌های ایرلند (ایرلند)           | ۲۲   |
| آلبوم‌های لهستان (زپاو)             | ۵۲   |
| آلبوم‌های سوئیس (جدول موسیقی سوئیس) | ۵۸   |
| آلبوم‌های بریتانیا (اوسی‌سی)         | ۳۲   |

| جدول (۲۰۲۰)                        | رتبه |
| ---------------------------------- | ---- |
| آلبوم‌های اتریش (او۳ تاپ ۴۰ اتریش)  | ۴۳   |
| آلبوم‌های بلژیک (اولتراتاپ فلاندرز) | ۶۲   |
| آلبوم‌های ایرلند (ایرما)            | ۱۹   |
| آلبوم‌های سوئیس (جدول موسیقی سوئیس) | ۷۵   |
| آلبوم‌های بریتانیا (اوسی‌سی)         | ۱۹   |

| جدول (۲۰۲۱)                          | رتبه |
| ------------------------------------ | ---- |
| آلبوم‌های اتریش (او۳ تاپ ۴۰ اتریش)    | ۱۶   |
| آلبوم‌های بلژیک (اولتراتاپ فلاندرز)   | ۳۸   |
| آلبوم‌های بلژیک (اولتراتاپ والونیا)   | ۱۵۶  |
| آلبوم‌های آلمان (۱۰۰ آلبوم برتر رسمی) | ۶۹   |
| آلبوم‌های ایرلند (ایرما)              | ۷    |
| آلبوم‌های سوئیس (جدول موسیقی سوئیس)   | ۲۷   |
| آلبوم‌های بریتانیا (اوسی‌سی)           | ۱۳   |
| بیلبورد ۲۰۰ آمریکا                   | ۱۵۸  |

| جدول (۲۰۲۲)                          | رتبه |
| ------------------------------------ | ---- |
| آلبوم‌های بلژیک (اولتراتاپ فلاندرز)   | ۶۵   |
| آلبوم‌های کانادا (بیلبورد)            | ۴۳   |
| آلبوم‌های آلمان (۱۰۰ آلبوم برتر رسمی) | ۴۸   |
| آلبوم‌های سوئیس (جدول موسیقی سوئیس)   | ۳۶   |
| آلبوم‌های بریتانیا (اوسی‌سی)           | ۱۰   |
| بیلبورد ۲۰۰ آمریکا                   | ۹۶   |

## گواهینامه‌ها و فروش
| منطقه                                                              | گواهی      | واحد گواهی‌شده/فروش |
| ------------------------------------------------------------------ | ---------- | ------------------ |
| آرژانتین (سی‌ای‌پی‌آی‌اف)                                              | ۳× پلاتین  | ۱۸۰٬۰۰۰^           |
| استرالیا (آی‌اف‌پی‌آی استرالیا)                                       | ۱۷× پلاتین | ۱٬۱۹۰٬۰۰۰^         |
| اتریش (فونوگرافی اتریش)                                            | ۳× پلاتین  | ۱۵۰٬۰۰۰*           |
| بلژیک (بی‌ئی‌ای)                                                     | ۷× پلاتین  | ۳۵۰٬۰۰۰*           |
| برزیل (پرو موزیکا برزیل)                                           | طلا        | ۱۰۰٬۰۰۰*           |
| کانادا (میوزیک کانادا)                                             | الماس      | ۱٬۰۰۰٬۰۰۰^         |
| شیلی                                                               | —          | ۴۰٬۰۰۰             |
| دانمارک (آی‌اف‌پی‌آی)                                                 | ۷× پلاتین  | ۵۶۰٬۰۰۰^           |
| فنلاند (موسیککیتواوتتایات)                                         | ۲× پلاتین  | ۱۴۵٬۹۶۲            |
| فرانسه (اس‌ان‌ئی‌پی)                                                  | الماس      | ۱٬۰۰۰٬۰۰۰*         |
| آلمان (بی‌وی‌ام‌آی)                                                   | ۵× پلاتین  | ۲٬۵۰۰٬۰۰۰^         |
| مجارستان (مجارستان)                                                | پلاتین     |                    |
| ایتالیا فروش در سال ۲۰۰۸                                           | —          | ۵۰٬۰۰۰             |
| ایتالیا (اف‌آی‌ام‌آی) برای نسخهٔ منتشرشده در ۲۰۰۸                      | ۲× پلاتین  | ۱۰۰٬۰۰۰            |
| ژاپن (آرآی‌ای‌جی)                                                    | ۳× پلاتین  | ۷۵۰٬۰۰۰^           |
| مکزیک (امپروفون)                                                   | پلاتین     | ۲۵۰٬۰۰۰            |
| هلند (ان‌وی‌پی‌آی)                                                    | پلاتین     | ۱۰۰٬۰۰۰^           |
| نیوزیلند (آرآی‌ای‌ان‌زد)                                              | ۱۶× پلاتین | ۲۴۰٬۰۰۰^           |
| نروژ                                                               | —          | ۱۶۸٬۰۰۰            |
| لهستان (زدپی‌ای‌وی)                                                  | پلاتین     | ۱۰۰٬۰۰۰*           |
| پرتغال (انجمن صنفی گرامافون) برای نسخهٔ منتشرشده در ۲۰۰۸            | پلاتین     | ۲۰٬۰۰۰^            |
| روسیه (ان‌اف‌پی‌اف)                                                   | طلا        | 0*                 |
| سنگاپور                                                            | —          | ۸۰٬۰۰۰             |
| کره جنوبی                                                          | —          | ۲۵۵٬۹۴۷            |
| اسپانیا (سازنده‌های موسیقی)                                         | ۵× پلاتین  | ۵۰۰٬۰۰۰^           |
| سوئد (گی‌ال‌اف)                                                      | ۵× پلاتین  | ۵۰۰٬۰۰۰^           |
| سوئیس (آی‌اف‌پی‌آی سوئیس)                                             | ۱۰× پلاتین | ۵۰۰٬۰۰۰^           |
| بریتانیا (بی‌پی‌آی)                                                  | ۲۱× پلاتین | ۵٬۶۱۰٬۰۰۰          |
| ایالات متحده (آرآی‌ای‌ای)                                            | ۶× پلاتین  | ۶٬۶۸۴٬۰۰۰          |
| خلاصه‌ها                                                            |            |                    |
| اروپا فروش سال‌های ۱۹۹۲ و ۱۹۹۳                                      | —          | ۵٬۶۰۰٬۰۰۰          |
| سرتاسر جهان                                                        | —          | ۳۰٬۰۰۰٬۰۰۰         |
| * رقم فروش تنها بر پایهٔ گواهی‌ها. ^ رقم توزیع تنها بر پایهٔ گواهی‌ها. |            |                    |

| منطقه | گواهی  | واحد گواهی‌شده/فروش |
| --- | ------ | ------------------ |
| استرالیا (آی‌اف‌پی‌آی استرالیا)                                                                                   | پلاتین | ۷۰٬۰۰۰^            |
| اتریش (فونوگرافی اتریش)                                                                                        | طلا    | ۷٬۵۰۰*             |
| لهستان (زدپی‌ای‌وی)                                                                                              | طلا    | ۱۰٬۰۰۰             |
| * رقم فروش تنها بر پایهٔ گواهی‌ها. · ^ رقم توزیع تنها بر پایهٔ گواهی‌ها. · رقم فروش+پخش جاری تنها بر پایهٔ گواهی‌ها. |        |                    |

| منطقه                                  | گواهی     | واحد گواهی‌شده/فروش |
| -------------------------------------- | --------- | ------------------ |
| استرالیا (آی‌اف‌پی‌آی استرالیا)           | ۳× پلاتین | ۴۵٬۰۰۰^            |
| کانادا (میوزیک کانادا)                 | پلاتین    | ۱۰٬۰۰۰             |
| آلمان (بی‌وی‌ام‌آی)                       | پلاتین    | ۵۰٬۰۰۰^            |
| نیوزیلند (آرآی‌ای‌ان‌زد)                  | پلاتین    | ۵٬۰۰۰^             |
| ایالات متحده (آرآی‌ای‌ای) (نسخهٔ پلی‌دور)  | پلاتین    | ۱۰۰٬۰۰۰^           |
| ایالات متحده (آرآی‌ای‌ای) (نسخهٔ پلی‌گرام) | طلا       | ۵۰٬۰۰۰^            |
| ^ رقم توزیع تنها بر پایهٔ گواهی‌ها.      |           |                    |